# Trio pour clarinette, violoncelle et piano de Zemlinsky
Pour les articles homonymes, voir Trio pour clarinette, violoncelle et piano (homonymie).

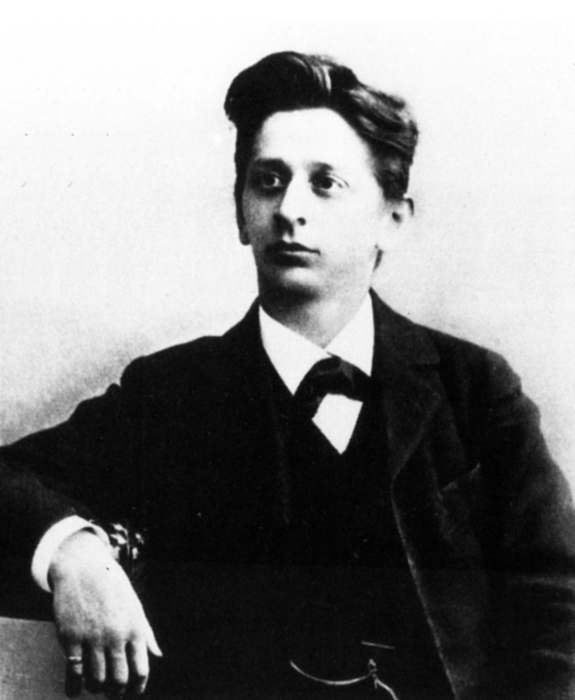
Alexander von Zemlinsky

Le Trio pour clarinette, violoncelle et piano op. 3 est une œuvre écrite par Alexander von Zemlinsky en 1896.
Il s'agit d'une œuvre de jeunesse, composée à l'âge de 25 ans et inspirée par Johannes Brahms et son propre trio pour clarinette, violoncelle et piano op. 114, dont il reprend certains thèmes. Il a été écrit pour le  Wiener Tonkünstlerverein, société de musique de chambre de Vienne, fondée en 1884 et dont Brahms était le président d'honneur. La création en a été faite le 11 décembre 1896 au cours d'un concert du Wiener Tonkünstlerverein et Zemlinsky gagne, à cette occasion, le troisième prix d'un concours de composition pour une pièce de chambre comportant un instrument à vent. L'œuvre est publiée grâce à l'appui de Brahms.
Zemlinsky n'écrit plus alors de pièces spécifiquement pour la clarinette, à part quelques pages d'un quatuor inachevé pour cet instrument, violon, alto et violoncelle en 1938, soit plus de quarante ans plus tard.
Il se compose de trois mouvements et sa durée d'exécution est d'environ une demi-heure.
- Allegro ma non troppo
- Andante
- Allegro